# Lehenbühl (Legau)

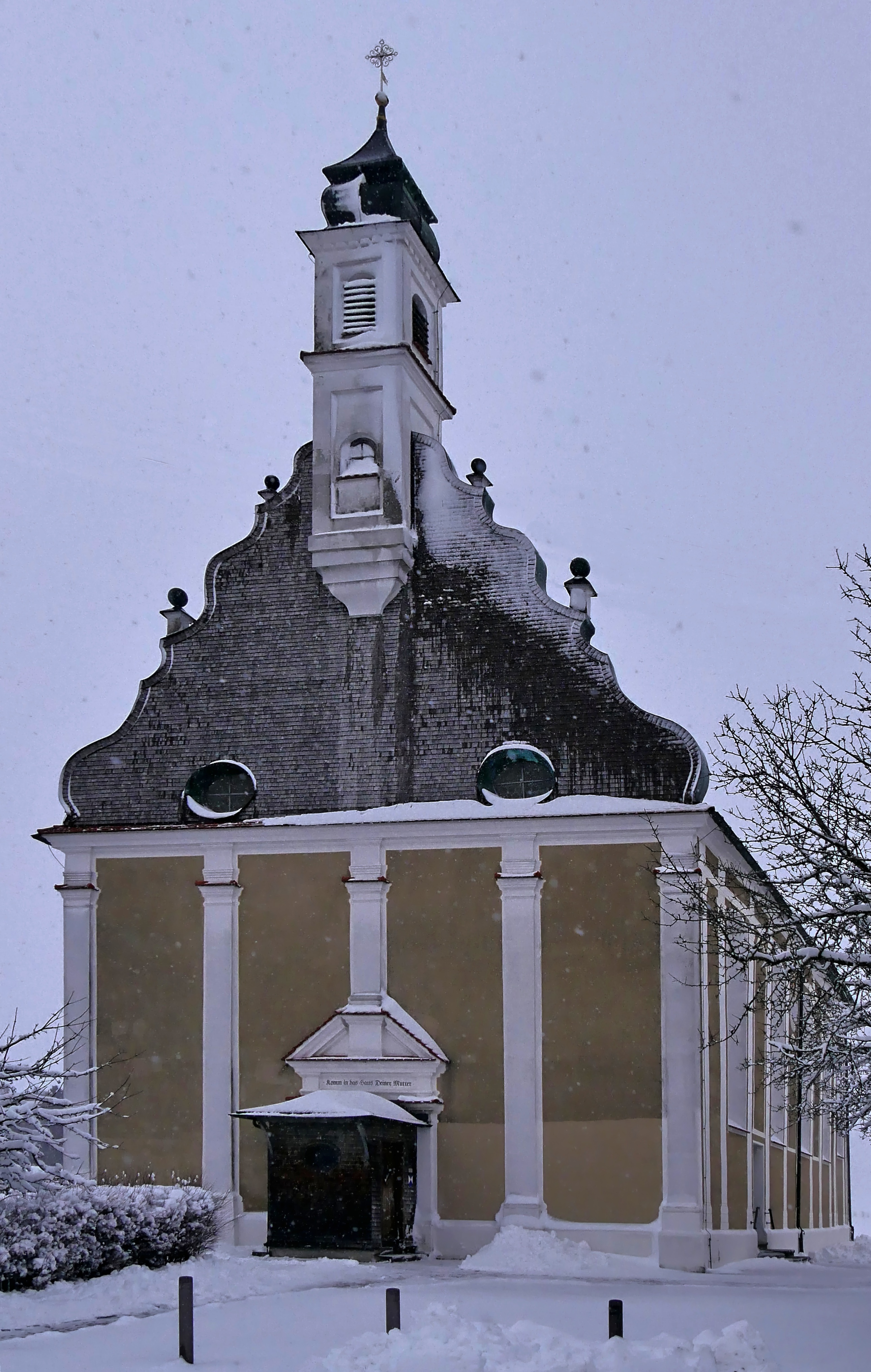
Kirche Maria Schnee in Lehenbühl

Lehenbühl ist ein Ortsteil des Marktes Legau im schwäbischen Landkreis Unterallgäu und gehört zur Verwaltungsgemeinschaft Illerwinkel.

## Geographie
Der als Einöde in die Ortsdatenbank eingetragene Ort Lehenbühl liegt östlich des Ortszentrums und ist mit Legau baulich verbunden. Der Ort gehörte bereits vor der Gebietsreform zu Legau. Bei der Volkszählung 1961 hatte Lehenbühl neun Wohngebäude mit 36 Einwohnern und war als Weiler mit Kirche ausgewiesen.

## Geschichte
Bekannt ist der Ort insbesondere durch sein Gotteshaus Maria Schnee, der ältesten Wallfahrtskirche des Fürststifts Kempten.

## Sehenswürdigkeiten
Neben der Wallfahrtskirche sind in der Denkmalliste folgende Objekte in Lehenbühl eingetragen:
- Benefiziatenhaus, zweigeschossiger Satteldachbau von 1848
- Ehemaliges Mesnerhaus,	zweigeschossiger Satteldachbau, im Kern 18. Jahrhundert, südlicher Anbau 1922, Ökonomie 1957 weitgehend erneuert
- Mariensäule, toskanische Säule auf quaderförmigem Sockel, mit Figur von 1872, 1632 gestiftet, 1794 verändert
- Ehemaliger Pestfriedhof mit schmiedeeisernen Grabkreuzen, wohl 18. Jahrhundert; Friedhofsmauer, mit Stichbogenarkaden, 18. Jahrhundert; östlich der Kirche

Siehe auch: Liste der Baudenkmäler in Lehenbühl.